# IT-ramverk
IT-ramverk är en uppsättning RRR (Regler, Riktlinjer och Rekommendationer) samt tillhörande anvisningar som utgör det praktiska styrverktyg som IT-organisationer har för att säkerställa att individuella projekt följer strategiska inriktningar.